# Cuevas Bajas
Cuevas Bajas è un comune spagnolo di 1 460 abitanti situato nella comunità autonoma dell'Andalusia.

## Geografia fisica
Il comune è attraversato dal fiume Genil.